# 考那斯阿爾吉爾達斯·布拉藻斯卡斯水力發電廠
考那斯阿爾吉爾達斯·布拉藻斯卡斯水力發電廠，原名考那斯水力發電廠，是立陶宛共和國最大的可再生能源發電廠及水力發電廠，位於尼曼河流經考那斯市的河段上，距離尼曼河河口約224（139英里），於1964年4月18日正式完工。該廠產出的電力占立陶宛全國用電量的4%，並占立陶宛可再生能源產能的五分之一；2018年時，該廠共產出3.46億千瓦·時的電力。
考那斯水力發電廠除了發電，也具有防洪功能：尼曼河冬季結冰，春天來臨時，發電廠大壩將融冰、雪水留在考那斯水庫中，達到防洪效果。同時，大壩上也設有廢棄物攔截裝置，攔截河中廢棄物加以處理、回收。
2005年，考那斯水力發電廠與阿爾斯通瑞典分公司簽訂工程合約，現代化、翻新發電廠設施，汰換所有發電機組，於2010年完工，讓發電廠的使用年限再延長超過25年。該項工程總經費為1.25億立特，歐洲聯盟也從歐洲結構及投資基金中撥款3,000萬立特提供補助。
2014年，立陶宛政府決定將第一任總統阿爾吉爾達斯·布拉藻斯卡斯的名字冠上發電廠名稱，以茲紀念。布拉藻斯卡斯曾於1958年至1962年間參與考那斯水力發電廠的營建工程。同年11月24日，立陶宛政府舉辦命名揭牌儀式；不過，考那斯市政府僅由副市長瓦西里尤斯·波波瓦斯代表出席，市長安德留斯·庫普金斯卡斯抗議立陶宛政府未與市政府溝通，便逕自決定改名，而拒絕出席揭牌儀式。